# Voriškės
Voriškės är en ort i Litauen. Den ligger i den södra delen av landet, 60 km sydväst om huvudstaden Vilnius. Voriškės ligger 149 meter över havet och antalet invånare är 129.
Terrängen runt Voriškės är platt. Runt Voriškės är det glesbefolkat, med 18 invånare per kvadratkilometer. Närmaste större samhälle är Varėna, 13,1 km sydväst om Voriškės. I omgivningarna runt Voriškės växer i huvudsak blandskog.